# 21. ročník People's Choice Awards
21. ročník People's Choice Awards se konal 5. března 1995 ve studiích Universal Studios v Hollywoodu. Moderátory večera byli Tim Daly a Annie Potts. Ceremoniál vysílala stanice CBS.
Ron Howard získal speciální ocenění za jeho veškerou práci ve filmovém a televizním průmyslu.

## Nominace a vítězové
Tučně jsou označeni vítězové.

### Film
| Nejlepší film                     | Nejlepší filmové drama        |
| --------------------------------- | ----------------------------- |
| Forrest Gump                      | Forrest Gump                  |
| Nejoblíbenější filmová komedie    | Nejoblíbenější herec: komedie |
| Santa Claus                       | Tim Allen, Santa Claus        |
| Nejoblíbenější herečka: komedie   | Nejoblíbenější herec: drama   |
| Whoopi Goldberg, Corrina, Corrina | Tom Hanks, Forrest Gump       |
| Nejoblíbenější herečka: drama     |                               |
| Jodie Foster, Nell                |                               |

### Televize
| Nejoblíbenější televizní komedie               | Nejoblíbenější televizní drama                   |
| ---------------------------------------------- | ------------------------------------------------ |
| Kutil Tim                                      | Pohotovost                                       |
| Nejoblíbenější nový televizní seriál: drama    | Nejoblíbenější nový televizní seriál: komedie    |
| Pohotovost                                     | Ellen (remíza) Přátelé (remíza)                  |
| Nejoblíbenější televizní herec                 | Nejoblíbenější televizní herečka                 |
| Tim Allen, Kutil Tim                           | Roseanne Barr, Roseanne                          |
| Nejoblíbenější televizní herec v novém seriálu | Nejoblíbenější televizní herečka v novém seriálu |
| Anthony Edwards, Pohotovost                    | Ellen DeGeneres, Ellen                           |

### Hudba
| Nejoblíbenější zpěvačka        | Nejoblíbenější zpěvák |
| ------------------------------ | --------------------- |
| Reba McEntire                  | Garth Brooks          |
| Nejoblíbenější hudební skupina |                       |
| Aerosmith                      |                       |